# Presidente Alves (ort)
Presidente Alves är en ort i Brasilien.   Den ligger i kommunen Presidente Alves och delstaten São Paulo, i den södra delen av landet, 700 km söder om huvudstaden Brasília. Presidente Alves ligger 575 meter över havet och antalet invånare är 4 123.
Terrängen runt Presidente Alves är huvudsakligen platt. Presidente Alves ligger uppe på en höjd. Närmaste större samhälle är Pirajuí, 11,4 km norr om Presidente Alves.
Omgivningarna runt Presidente Alves är huvudsakligen savann. Runt Presidente Alves är det glesbefolkat, med 12 invånare per kvadratkilometer.